# Copa Libertadores Femenina 2010
La Copa Libertadores Femenina 2010, denominada por motivos comerciales Copa Santander Libertadores Femenina 2010, fue la segunda edición del torneo continental de fútbol femenino de clubes. Se realizó con la participación de diez equipos, uno de cada país asociado a la Conmebol. El certamen se disputó entre el 2 y el 17 de octubre, y todos sus partidos se llevaron a cabo en el Arena Barueri, recinto ubicado en el Estado de São Paulo, Brasil.
Santos de Brasil alcanzó el bicampeonato, revalidando el título de la edición anterior, esta vez tras derrotar en la final al cuadro chileno de Everton de Viña del Mar.

## Formato
Los 10 equipos participantes fueron divididos en dos zonas de 5, dentro de las cuales se enfrentaron todos contra todos a una sola rueda. Los dos primeros de cada grupo avanzaron a las fases finales, disputadas bajo el sistema de eliminación directa, cruzándose en semifinales el primero de una zona contra el segundo de la opuesta. Los ganadores disputaron la final, y los perdedores se enfrentaron en el partido por el tercer puesto.
|                             |                             | Equipos que entran en esta fase                                                                         | Equipos que provienen de la fase anterior                                           |
| --------------------------- | --------------------------- | --- | ----------------------------------------------------------------------------------- |
| Fase de grupos (10 equipos) | Fase de grupos (10 equipos) | - 1 equipo de Argentina, Bolivia, Brasil, Chile, Colombia, Ecuador, Paraguay, Perú, Uruguay y Venezuela |                                                                                     |
| Fases finales (4 equipos)   | Fases finales (4 equipos)   | | - 2 equipos primeros de la Fase de grupos - 2 equipos segundos de la Fase de grupos |

## Equipos participantes
En cursiva los equipos debutantes en el torneo.
| País             | Equipo                            | Vía de clasificación                                                                               |
| ---------------- | --------------------------------- | -------------------------------------------------------------------------------------------------- |
| Argentina 1 cupo | Boca Juniors                      | Ganador de la eliminatoria entre los campeones del Torneo Apertura 2009 y del Torneo Clausura 2010 |
| Bolivia 1 cupo   | Deportivo Florida                 | Campeón del Campeonato Nacional de Clubes 2010                                                     |
| Brasil 1 cupo    | Santos                            | Campeón de la Copa de Brasil 2009                                                                  |
| Chile 1 cupo     | Everton                           | Campeón del Campeonato de Primera División 2009                                                    |
| Colombia 1 cupo  | Formas Íntimas                    | Ganador del partido de clasificación.                                                              |
| Ecuador 1 cupo   | Deportivo Quito                   | |
| Paraguay 1 cupo  | Universidad Autónoma de Asunción  | Campeón del Campeonato Paraguayo de Fútbol 2009                                                    |
| Perú 1 cupo      | Universidad Particular de Iquitos | Campeón del Campeonato Peruano 2010                                                                |
| Uruguay 1 cupo   | River Plate                       | Campeón del Campeonato Uruguayo 2009                                                               |
| Venezuela 1 cupo | Caracas                           | Campeón de la Liga Nacional de Venezuela 2009-10                                                   |

## Sede
| Barueri                         |
| ------------------------------- |
|                                 |
| Arena Barueri Capacidad: 35 000 |

## Fase de grupos
Se disputó entre el 2 y el 12 de octubre.
- Los horarios corresponden a la hora de Brasil (UTC +3)

### Grupo 1
| Equipo          | Pts. | PJ | PG | PE | PP | GF | GC | DG  |
| --------------- | ---- | -- | -- | -- | -- | -- | -- | --- |
| Santos          | 12   | 4  | 4  | 0  | 0  | 22 | 0  | 22  |
| Deportivo Quito | 7    | 4  | 2  | 1  | 1  | 3  | 8  | –5  |
| River Plate     | 4    | 4  | 1  | 1  | 2  | 4  | 15 | –11 |
| Caracas         | 3    | 4  | 1  | 0  | 3  | 5  | 7  | –2  |
| Formas Íntimas  | 3    | 4  | 1  | 0  | 3  | 4  | 8  | –4  |

| 2 de octubre de 2010, 10:00 | Santos                                 | 2:0 (2:0) | Caracas | Arena Barueri, Barueri     |                            |
|                             | Grazielle 13' · Cristiane 45+3' (pen.) | Reporte   |         | Árbitro(s): Cinthia Franco | Árbitro(s): Cinthia Franco |

| 2 de octubre de 2010, 12:15 | Deportivo Quito | 1:1 (0:0) | River Plate | Arena Barueri, Barueri      |                             |
|                             | Vásquez 67'     | Reporte   | Laborda 83' | Árbitro(s): Salomé Di Iorio | Árbitro(s): Salomé Di Iorio |

| 5 de octubre de 2010, 17:45 | Formas Íntimas                      | 3:1 (1:1) | Caracas     | Arena Barueri, Barueri     |                            |
|                             | Peralta 7' · Montoya 37' · Usme 83' | Reporte   | Ascanio 13' | Árbitro(s): Melany Bermejo | Árbitro(s): Melany Bermejo |

| 5 de octubre de 2010, 20:00 | Santos | 9:0 (4:0) | River Plate | Arena Barueri, Barueri      |                             |
|                             | Cristiane 19' (pen.) · Grazielle 32' 39' 64' · Estér 38' · Thaís 50' 90' (pen.) · Joicinha 53' · Pikena 63' | Reporte   |             | Árbitro(s): Shirley Cornejo | Árbitro(s): Shirley Cornejo |

| 7 de octubre de 2010, 17:00 | Caracas                                | 4:1 (2:0) | River Plate      | Arena Barueri, Barueri     |                            |
|                             | Ascanio 5' 25' 65' · Altuve 85' (pen.) | Reporte   | Gares 50' (pen.) | Árbitro(s): Belén Carvajal | Árbitro(s): Belén Carvajal |

| 7 de octubre de 2010, 19:15 | Formas Íntimas | 0:1 (0:0) | Deportivo Quito | Arena Barueri, Barueri      |                             |
|                             |                | Reporte   | Espinoza 60'    | Árbitro(s): Salomé Di Iorio | Árbitro(s): Salomé Di Iorio |

| 9 de octubre de 2010, 12:00 | Santos                                              | 4:0 (2:0) | Formas Íntimas | Arena Barueri, Barueri     |                            |
|                             | Cristiane 39' (pen.) 64' · Grazielle 42' (pen.) 67' | Reporte   |                | Árbitro(s): Melany Bermejo | Árbitro(s): Melany Bermejo |

| 9 de octubre de 2010, 14:15 | Deportivo Quito | 1:0 (0:0) | Caracas | Arena Barueri, Barueri      |                             |
|                             | Espinoza 60'    | Reporte   |         | Árbitro(s): Shirley Cornejo | Árbitro(s): Shirley Cornejo |

| 11 de octubre de 2010, 16:00 | Santos                                                                           | 7:0 (5:0) | Deportivo Quito | Arena Barueri, Barueri     |                            |
|                              | Suzana 7' · Grazielle 22' · Maurine · Cristiane 44' 45+3' 53' · Thaís 80' (pen.) | Reporte   |                 | Árbitro(s): Belén Carvajal | Árbitro(s): Belén Carvajal |

| 11 de octubre de 2010, 18:15 | Formas Íntimas | 1:2 (0:0) | River Plate                        | Arena Barueri, Barueri     |                            |
|                              | Usme 90'       | Reporte   | Laborda 47' · Jennifer Clara 90+3' | Árbitro(s): Cinthia Franco | Árbitro(s): Cinthia Franco |

### Grupo 2
| Equipo            | Pts. | PJ | PG | PE | PP | GF | GC | DG  |
| ----------------- | ---- | -- | -- | -- | -- | -- | -- | --- |
| Everton           | 10   | 4  | 3  | 1  | 0  | 18 | 2  | 16  |
| Boca Juniors      | 8    | 4  | 2  | 2  | 0  | 19 | 5  | 14  |
| UAA               | 7    | 4  | 2  | 1  | 1  | 16 | 5  | 11  |
| Deportivo Florida | 3    | 4  | 1  | 0  | 3  | 4  | 17 | –13 |
| U.P. Iquitos      | 0    | 4  | 0  | 0  | 4  | 2  | 30 | –28 |

| 4 de octubre de 2010, 17:00 | Boca Juniors                              | 4:1 (3:1) | Deportivo Florida | Arena Barueri, Barueri     |                            |
|                             | Brusca 19' · R. Gómez 22' · Gatti 53' 73' | Reporte   | Méndez 45'        | Árbitro(s): Yeimy Martínez | Árbitro(s): Yeimy Martínez |

| 4 de octubre de 2010, 19:15 | Everton                                                               | 9:0 (4:0) | U.P. Iquitos | Arena Barueri, Barueri        |                               |
|                             | Villamayor 4' 12' 23' 28' 54' · López 20' · Arias 57' · Vidal 63' 80' |           |              | Árbitro(s): Claudia Umpiérrez | Árbitro(s): Claudia Umpiérrez |

| 6 de octubre de 2010, 10:00 | U.P. Iquitos | 1:2 (1:0) | Deportivo Florida         | Arena Barueri, Barueri  |                         |
|                             | Puerta 20'   | Reporte   | Pedraza 54' · Zenteno 62' | Árbitro(s): Betty Tobar | Árbitro(s): Betty Tobar |

| 6 de octubre de 2010, 12:15 | UAA                | 1:2 (0:1) | Everton                   | Estadio Jayme Cintra, Jundiaí |                           |
|                             | Vázquez 52' (pen.) |           | Villamayor 2' · Arias 63' | Árbitro(s): Simone Xavier     | Árbitro(s): Simone Xavier |

| 8 de octubre de 2010, 17:00 | Boca Juniors                                                                                                 | 12:1 (8:0) | U.P. Iquitos | Arena Barueri, Barueri      |                             |
|                             | Ojeda 4' 28' 33' 69' · Gatti 15' 43' · Huber 18' 23' · Gerez 36' · R. Gómez 55' · Barbitta 64' · Santana 72' | Reporte    | Flores 61'   | Árbitro(s): Yercinia Correa | Árbitro(s): Yercinia Correa |

| 8 de octubre de 2010, 19:15 | UAA                                                            | 6:1 (4:0) | Deportivo Florida | Arena Barueri, Barueri     |                            |
|                             | N. Cuevas 5' 55' · Zalazar 9' · Agüero 15' · I. Cuevas 28' 49' | Reporte   | Zenteno 74'       | Árbitro(s): Yeimy Martínez | Árbitro(s): Yeimy Martínez |

| 10 de octubre de 2010, 12:00 | Boca Juniors           | 2:2 (0:1) | UAA                              | Arena Barueri, Barueri    |                           |
|                              | Brusca 62' · Ojeda 72' | Reporte   | Riveros 23' · Vázquez 88' (pen.) | Árbitro(s): Simone Xavier | Árbitro(s): Simone Xavier |

| 10 de octubre de 2010, 14:15 | Everton                                                              | 6:0 (3:0) | Deportivo Florida | Arena Barueri, Barueri        |                               |
|                              | Villamayor 3' · Arias 22' 45+3' (pen.) 89' · Pardo 66' · Salgado 79' | Reporte   |                   | Árbitro(s): Claudia Umpiérrez | Árbitro(s): Claudia Umpiérrez |

| 12 de octubre de 2010, 17:00 | Boca Juniors | 1:1 (0:0) | Everton   | Arena Barueri, Barueri     |                            |
|                              | Gerez 75'    | Reporte   | Arias 61' | Árbitro(s): Yeimy Martínez | Árbitro(s): Yeimy Martínez |

| 12 de octubre de 2010, 19:15 | UAA                                                 | 7:0 (3:0) | U.P. Iquitos | Arena Barueri, Barueri      |                             |
|                              | N. Cuevas 14' 22' 24' · 59' 73' 77' · I. Cuevas 48' | Reporte   |              | Árbitro(s): Yercinia Correa | Árbitro(s): Yercinia Correa |

## Fases finales
Los cuatro clasificados se enfrentaron en las semifinales, cruzándose el primero del Grupo 1 con el segundo del Grupo 2, y viceversa. Esta etapa se jugó el 15 y 17 de octubre.

### Cuadro de desarrollo
|  | Semifinales             | Semifinales             |   |              | Final                        | Final                   |  |
|  | 15 de octubre – Barueri | 15 de octubre – Barueri |   |              | 17 de octubre – Barueri      | 17 de octubre – Barueri |  |
|  |                         |                         |   |              |                              |                         |  |
|  |                         |                         |   |              |                              |                         |  |
|  | Santos                  | 2                       |   |              |                              |                         |  |
|  | Boca Juniors            | 0                       |   |              |                              |                         |  |
|  |                         |                         |   |              |                              |                         |  |
|  |                         |                         |   |              |                              |                         |  |
|  |                         |                         |   |              | Santos                       | 1                       |  |
|  |                         | Everton                 | 0 |              |                              |                         |  |
|  |                         |                         |   |              |                              |                         |  |
|  |                         |                         |   |              |                              |                         |  |
|  |                         |                         |   |              | Partido por el tercer puesto |                         |  |
|  |                         |                         |   |              |                              |                         |  |
|  | Everton                 | 0 (5)                   |   | Boca Juniors | 2                            |                         |  |
|  | Deportivo Quito         | 0 (4)                   |   |              | Deportivo Quito              | 1                       |  |

### Semifinales
| 15 de octubre de 2010, 16:00 | Everton                                        | 0:0 (5:4 p.)               | Deportivo Quito                                       | Arena Barueri, Barueri      |  |
|                              |                                                |                            |                                                       | Árbitro(s): Shirley Cornejo |  |
|                              |                                                | Tiros desde el punto penal |                                                       |                             |  |
|                              | Galeano · Arias · Cisternas · Salgado · Endler |                            | Freire · I. Rodríguez · Espinoza · Moreira · Palacios |                             |  |

| 15 de octubre de 2010, 19:00 | Santos                   | 2:0 (0:0) | Boca Juniors | Arena Barueri, Barueri     |                            |
|                              | Maurine 74' · Suzana 78' |           |              | Árbitro(s): Melany Bermejo | Árbitro(s): Melany Bermejo |

### Tercer puesto
| 17 de octubre de 2010, 09:45 | Boca Juniors                 | 2:1 (1:0) | Deportivo Quito | Arena Barueri, Barueri        |                               |
|                              | Cotelo 39' · E. González 68' |           | Quinteros 82'   | Árbitro(s): Claudia Umpiérrez | Árbitro(s): Claudia Umpiérrez |

### Final
| 17 de octubre de 2010, 12:00 | Santos      | 1:0 (0:0) | Everton | Arena Barueri, Barueri     |                            |
|                              | Maurine 89' | Reporte   |         | Árbitro(s): Cinthia Franco | Árbitro(s): Cinthia Franco |

|                           |
| Bandera de Brasil         |
| Campeón Santos 2.º título |

## Estadísticas

### Tabla general
| Pos. | Equipo            | Pts. | PJ | PG | PE | PP | GF | GC | DG  | Rend.  |
| ---- | ----------------- | ---- | -- | -- | -- | -- | -- | -- | --- | ------ |
| 1    | Santos            | 18   | 6  | 6  | 0  | 0  | 25 | 0  | 25  | 100%   |
| 2    | Everton           | 11   | 6  | 3  | 2  | 1  | 18 | 3  | 15  | 61,11% |
| 3    | Boca Juniors      | 11   | 6  | 3  | 2  | 1  | 21 | 8  | 13  | 61,11% |
| 4    | Deportivo Quito   | 8    | 6  | 2  | 2  | 2  | 4  | 10 | –6  | 44,44% |
| 5    | UAA               | 7    | 4  | 2  | 1  | 1  | 16 | 5  | 11  | 58,33% |
| 6    | River Plate       | 4    | 4  | 1  | 1  | 2  | 4  | 15 | –11 | 33,33% |
| 7    | Caracas           | 3    | 4  | 1  | 0  | 3  | 5  | 7  | –2  | 25%    |
| 8    | Formas Íntimas    | 3    | 4  | 1  | 0  | 3  | 4  | 8  | –4  | 25%    |
| 9    | Deportivo Florida | 3    | 4  | 1  | 0  | 3  | 4  | 17 | –13 | 25%    |
| 10   | U.P. Iquitos      | 0    | 4  | 0  | 0  | 4  | 2  | 30 | –28 | 0%     |

### Goleadoras
| Jugador           | Club         | Goles |
| ----------------- | ------------ | ----- |
| Noelia Cuevas     | UAA          | 8     |
| Grazielle         | Santos       | 7     |
| Cristiane         | Santos       | 7     |
| Gloria Villamayor | Everton      | 7     |
| Valeska Arias     | Everton      | 6     |
| Andrea Ojeda      | Boca Juniors | 5     |
| Natalia Gatti     | Boca Juniors | 4     |